# Oriole d'Hispaniola
Icterus dominicensis
Espèce
Statut de conservation UICN

 LC  : Préoccupation mineure
L’Oriole d'Hispaniola,, aussi appelée Oriole à capuchon (Icterus dominicensis) est une espèce de passereaux de la famille des ictéridés.

## Systématique
Cette espèce était autrefois constituée de quatre sous-espèce, mais à la suite de l'étude phylogénique de Sturge et al. (2009), elles sont maintenant toutes reconnues comme des espèces à part entière :
- I. d. dominicensis (Linnaeus, 1766) : l'espèce ci-contre ;
- I. d. melanopsis (Wagler, 1829) ; Oriole de Cuba (Icterus melanopsis) ;
- I. d. northropi Allen, 1890 ; l'Oriole des Bahamas (Icterus northropi)
- I. d. portoricensis H. Bryant, 1866 ; l'Oriole de Porto Rico (Icterus portoricensis).

Certaines classifications fusionnent l’Oriole d'Hispaniola et l’Oriole monacal (Icterus prosthemelas) en une seule espèce.

## Distribution

Carte de répartition de l'espèce.

Cet oiseau comme son nom l'indique, est endémique d'Hispaniola.

## Habitat
L’oriole d'Hispaniola fréquente les forêts clairsemées, les lisières, les palmeraies, les plantations de café et de citrus et les jardins où croissent des palmiers ou des erythrinas.